# 1515년

## 연호
- 명(明) 정덕(正德) 10년
- 일본(日本) 에이쇼(永正) 12년
- 후 레 왕조(後黎朝) 홍투언(洪順) 7년

## 기년
- 류큐(琉球) 쇼신왕(尚真王) 39년
- 명(明) 무종 정덕제(武宗 正德帝) 10년
- 조선(朝鮮) 중종(中宗) 10년
- 후 레 왕조(後黎朝) 양익제(襄翼帝) 7년

## 사건
- 스위스 동맹이 이탈리아를 넘보았는데, 마찬가지로 이탈리아에 큰 관심을 보이던 프랑스와 싸우다가 크게 대패하였다. 스위스는 그 이후로 현재까지는 자신들의 영토를 지키는 것 외에는 다른 전쟁을 하지 않았다.
- 우즈베크인이 히바 칸국의 아랍샤히드 왕조를 창시했다.

## 탄생
- 3월 10일 - 조선의 제12대 국왕 인종. (~1545년)
- 9월 22일 - 잉글랜드의 헨리 8세의 4번째 왕비 클리브즈의 앤. (~1557년)

### 미상
- 일본 센고쿠 시대의 무장 겸 다이묘 호조 우지야스. (~1571년)
- 일본 센고쿠 시대의 무장 호조 쓰나시게. (~1587년)

## 사망
- 1월 1일 - 프랑스의 왕 루이 12세. (1462년~)
- 3월 16일 - 조선의 제11대 국왕 중종의 제 1계비 장경왕후. (1491년~)
- 12월 2일 - 이탈리아의 전쟁에서 활약한 스페인 장군 곤살로 페르난데스 데 코르도바. (1453년~)